# Lilian Cristina Lopes Gonçalves
Lilian Cristina Lopes Gonçalves (Sorocaba, 25 aprile 1979) è un'ex cestista brasiliana.

## Carriera
Con il Brasile ha disputato i Giochi olimpici di Sydney 2000 e i Campionati americani del 2005.